# Centre Rockland

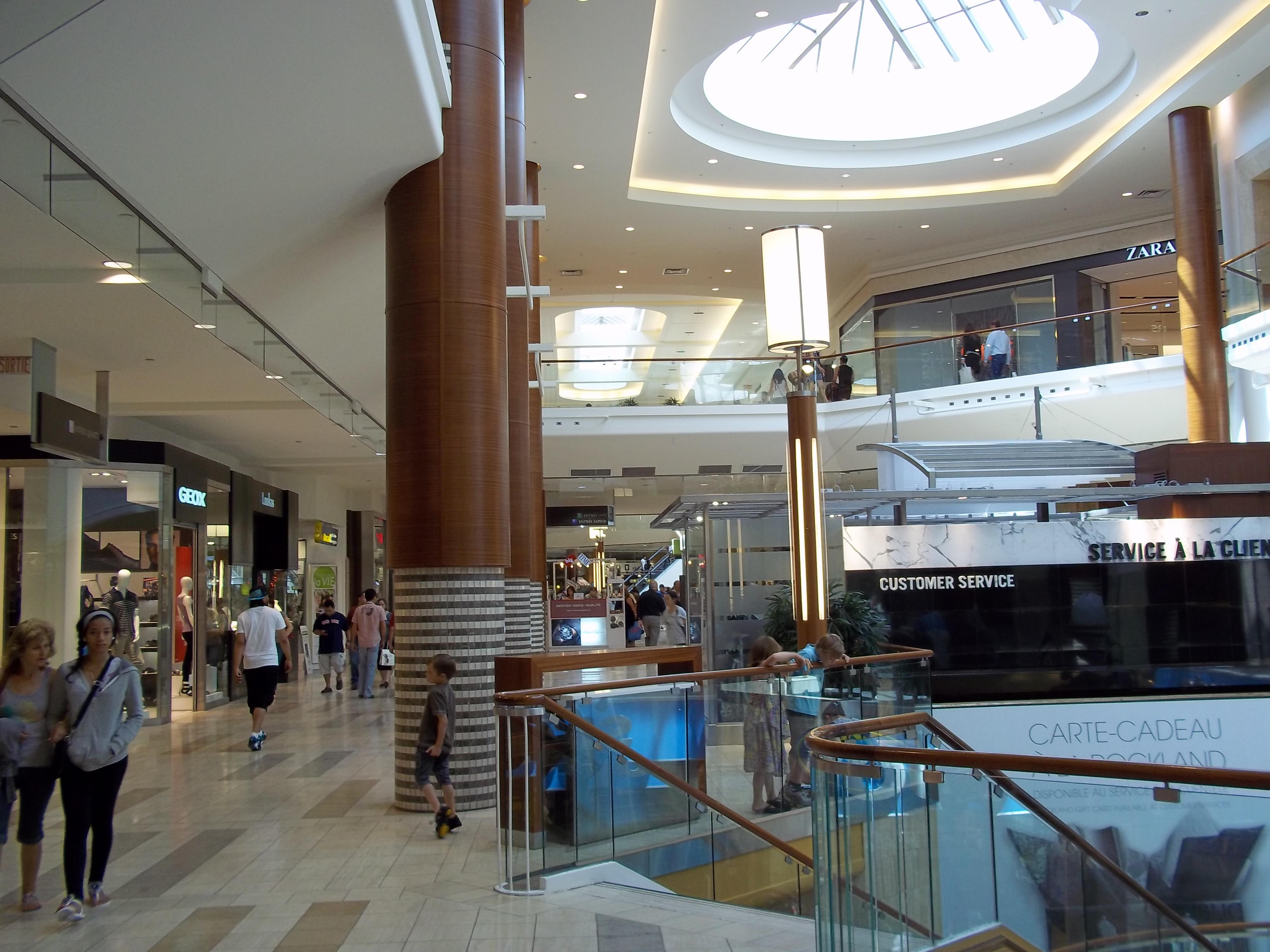
Vue intérieure du Centre Rockland

Le Centre Rockland est un centre commercial situé à Montréal dans la partie nord-est de la ville de Mont-Royal, au coin du boulevard Acadie et de l'autoroute Métropolitaine. Son adresse exacte est le 2305 Chemin Rockland (Montréal). Il forme avec le Marché Central un pôle commercial majeur.
Le Centre Rockland a été le premier grand centre commercial à ouvrir ses portes à Montréal. D’une superficie totale de plus de 73 000 mètres carrés, il accueille plus de 170 boutiques réparties sur trois étages. Cependant, le premier étage n'est composé que de seulement trois commerces (Sport Expert, Urban Planet et Nautilus Plus). Les deux autres étages sont composés de magasins et les restaurants rapides sont situés au troisième étage. 
Il a la réputation d'être un centre commercial de prestige en ayant des boutiques telles que United Colors of Benetton, Marie St-Pierre, BCBG Max Azria, Marciano by Guess, Zara, Birks, Michael Kors, Stuart Weitzman, Swarovski, Tommy Hilfigher, Little Burgundy, Banana Republic, Guess, Diesel, Energy, Browns, Gap, deux H&M, et bien d'autres. Les grandes surfaces sont La Baie et Linen Chest.

## Historique
Le Centre Rockland a été le premier grand centre commercial à ouvrir ses portes à Montréal en 1959 d'après les plans de l'architecte Victor Prus,. Il y a déjà eu dans le passé un magasin Eaton qui perdura jusqu'à la faillite de l'entreprise et qui fut remplacé par Laura, Linen Chest et une foire alimentaire. Il y avait en outre le prestigieux magasin Holt Renfrew ainsi qu'une épicerie Metro.

### Source
- Le site web du Centre Rockland